# Amyntas IV
Amyntas IV var son till Perdikkas III av Makedonien och efterträdde sin far som dödats i strid med illyrerna 359 f. Kr.. Eftersom han var ett barn regerade hans farbror Filip som hans förmyndare. Denne tog dock snart makten och utropade sig till kung, Filip II av Makedonien. 
Under kung Alexander den stores första regeringsår 336 f.Kr. blev Amyntas avrättad för deltagande i en sammansvärjning mot kungens liv.